# Slaget vid Pasewalk
Slaget vid Pasewalk var ett fältslag under pommerska kriget inom sjuårskriget som stod mellan svenska och preussiska trupper vid staden Pasewalk den 3 oktober 1760.
Den preussiska styrkan, bestående av 4 200 soldater under befäl av Hans Paul Werner, försökte inta Pasewalk där en svensk styrka, bestående av 1 700 soldater under befäl av Augustin Ehrensvärd, var stationerad. Efter två misslyckade anfall mot staden och flera skärmytslingar utanför drog sig den preussiska styrkan, efter sju timmars strid, tillbaka under skydd av natten.
Båda sidors förluster var svåra. Svenskarna förlorade 500 man; de flesta blev tillfångatagna av preussiska trupper när dessa stormade och intog de närliggande redutterna. Under stormningarna förlorade preussarna 300 man.